# Volume III (Fabrizio De André)
Albums de Fabrizio De André
Tutti morimmo a stento
(1968) Nuvole barocche
(1969)
Volume III est le quatrième album du chanteur italien Fabrizio De André paru en 1968 chez la maison de disques Bluebell Records. L'album est inspiré par le travail de Georges Brassens dont De André reprend trois chansons.

## Titres de l'album
Toutes les chansons sont de Fabrizio De André sauf mention :
| No  | Titre                                                              | Auteur                                                        | Durée |
| --- | ------------------------------------------------------------------ | ------------------------------------------------------------- | ----- |
| 1.  | La canzone di Marinella                                            |                                                               | 3:20  |
| 2.  | Il gorilla (Le Gorille)                                            | Georges Brassens, traduction de De André                      | 2:59  |
| 3.  | La ballata dell'eroe                                               |                                                               | 2:35  |
| 4.  | S'i fossi foco                                                     | Cecco Angiolieri, arrangement musical de De André             | 1:14  |
| 5.  | Amore che vieni, amore che vai                                     |                                                               | 2:50  |
| 6.  | La guerra di Piero                                                 |                                                               | 3:04  |
| 7.  | Il testamento (Le Testament)                                       | Georges Brassens, traduction de De André                      | 3:47  |
| 8.  | Nell'acqua della chiara fontana (Dans l’eau de la claire fontaine) | Georges Brassens traduction de De André                       | 2:20  |
| 9.  | La ballata del Miché                                               |                                                               | 2:55  |
| 10. | Il Re fa rullare i tamburi                                         | chanson traditionnelle, arrangement et traduction de De André | 1:55  |